# Zjana-Aoel
Zjana-Aoel (Russisch: Жана-Аул) is een Kazachs dorp (selo) in het district Kosj-Agatsjski van de Russische autonome deelrepubliek Altaj. De plaats ligt op de Tsjoejasteppe op 27 kilometer ten zuidoosten van Kosj-Agatsj aan de Tsjoejatrakt en de rivier de Koerlej. Er wonen ongeveer 1800 mensen, verspreid over ongeveer 300 huizen.

## Geschiedenis
Zjana-Aoel ontstond op 5 mei 1986 als nieuwste plaats van het district door toedoen van een groep Kazachen uit het dorp Aktal ten noordoosten van de plaats. Daar kwam namelijk het grondwater de huizen binnenzetten. In het begin van de jaren 90 kwamen daarop veel inwoners uit Aktal naar de nieuwe plaats. Veel Kazachen trokken ook naar het nieuwe land Kazachstan op hoop van een betere toekomst, om na een aantal jaar vaak weer terug te komen. Van de naar schatting 10.000 Kazachen in de republiek Altaj trokken tussen 1989 en 1994 ongeveer 3.500 naar Kazachstan, waarvan 2.500 tussen 1993 en 1999 echter weer terugkeerden.
In Zjana-Aoel wonen nu ongeveer 1800 mensen in typische Kazachse grote huizen met platte daken. Daarnaast bevinden zich er enkele winkels en andere handelsgebouwen, alsook de onderkomens voor het vee. De bevolking houdt zich vooral bezig met de extensieve veeteelt en heeft vaak ook nog een joert naast het huis staan, die in de zomer wordt meegenomen als onderkomen bij het weiden van het vee. De bevolking is sterk etnisch bewust en de kinderen spreken er ook Kazachs. In het dorp werd in 1999 een museum annex gedenkcomplex opgericht ter nagedachtenis aan de omgekomenen door de Tweede Wereldoorlog en als gevolg van de terreur tijdens het stalinistische regime. In een plakkaat zijn de namen vermeld van degenen die omkwamen in de concentratiekampen. Achter het complex bevindt zich de moskee van de plaats.